# Рдест блестящий
Рдест блестящий (лат. Potamogéton lucens) — многолетнее водное тетраплоидное растение из рода Рдест (Potamogeton), произрастающее по всей Евразии и в Северной Африке. Произрастает в относительно глубоких известковых пресноводных водоёмах со стоячей или медленно текущей водой.

## Описание
Крупное растение с крепкими ползучими корневищами и длинными, цилиндрическими, ветвистыми стеблями, высотой не более 2,5—3 м и толщиной от 6,5 до 10 см. Соцветие — густой колос, до 6 см в длину, цветоносы примерно в 2-3 раза больше соцветия и утолщены вверх. Расположение листьев, как правило, очередное, редко супротивное. Листья крупные, 7,5—20 см в длину и 2,5—6,5 см в ширину, полупрозрачные, блестящие, с характерным сетчатым жилкованием, зубчатыми краями и коротким черешком длиной от 1 до 12 мм; как и у схожего P. gramineus, листья на ветвях мельче, чем на главном стебле.
Окрас листьев бледно-зелёный или желтоватый, плавающие листья редки или отсутствуют. Цветение происходит с июня по сентябрь, плодоношение — в августе. Плоды мелкие, от 3 до 5 мм в диаметре, округлой формы, с притуплённым концом.
Легко формирует гибриды с другими видами рода Рдест, включая P. gramineus (P. × angustifolius J.Presl.), P. perfoliatus (P. × salicifolius Wolfg.), P. alpinus (P. × nerviger Wolfg.), P. nodosus (P. × subrufus Hagstr.) , P. sarmaticus (P. × pseudosarmaticus Papch.), P. Crispus (P. × cadburyae Dandy & G.Taylor), P. praelongus (P. × jutlandicus Zalewska-Gał.) и P. natans (P. × fluitans Roth) — типовой вид рода. Некоторые из этих гибридов довольно распространены, и их не всегда легко отличить от P. lucens. Известен также тройной гибрид: P. gramineus × lucens × perfoliatus (P. × torssandrii (Tiselius) Dörfler).

## Распространение и среда обитания
Рдест блестящий — строго низинное растение, растущее в стоячей или медленно текущей известковой воде. Чаще встречается в старых, изолированных крупных пойменных озёрах; помимо этого предпочитает торфяники и прочие болотистые местности. Как правило, растёт на средней глубине от 0,5 до 2 метров, но может встречаться и на мелководье, а также в тростниковых зарослях. Устойчив к очень высоким концентрациям фосфатов и, в некоторой степени, к эвтрофикации. Тем не менее рдест блестящий плохо колонизируется, медленно восстанавливается после наводнений и не переносит понижения уровня воды.
Рдест блестящий широко распространён в северной и восточной Европе (преимущественно на Британских островах, в Скандинавии и Украине), и большей части Азии (преимущественно в Центральной Азии и Монголии); также произрастает в некоторых местах на Ближнем Востоке и в Северной Африке. В России широко распространён в крупных пресноводных водоёмах в европейской части и в меньшей мере — в Западной Сибири; имеются ограниченные ареалы на Дальнем Востоке. Внесён в Красную книгу Амурской области и Республики Бурятия.

### Биохимия
Дитерпеноид фуранолабдан, выделенный из P. lucens, обладает альгицидными свойствами.
Было показано, что высушенный и измельчённый рдест блестящий эффективно связывает тяжёлые металлы, что повышает вероятность использования биомассы этого растения в качестве средства очистки загрязнённых донных отложений
.